# 西之島
西之島（にしのしま，英: Nishinoshima Island）は、日本の小笠原諸島にある無人の火山島。父島の西北西約130キロメートルに位置する。活火山であり、有史以降も何度も噴火している。特に1973年5月から翌年の1974年5月にかけての噴火と、2013年11月以降の噴火などではいずれも、噴出物が堆積して新たな陸地が生じるほどの激しい活動となり、新しい陸地は従来の西之島と一体となって陸域面積が顕著に拡大した。
英語でもNishinoshimaと表記するが、Rosario Islandとも呼ばれる。これは1702年にこの島を発見したスペインの帆船「ロサリオ号」にちなむ呼称である。所在は、東京都小笠原村父島字西之島。
2011年に島全域がユネスコの世界自然遺産「小笠原諸島」に登録された。

## 概要
火山島として非常に活発な火山活動が2022年10月現在も継続している。火山噴出物によって海面近くの噴火口周辺に新しい陸地が生じたり、溶岩流などが海岸に達して島が広がったりすることもある。
観測史上では1973年と2013年に島近傍で噴火し、それぞれ陸地を形成した。いずれの噴火においても当初は沖合に新しい陸地が出現して「新島」などと報道されたが、いずれも後に西之島と一体化している。2013年の噴火においては、1年以上にわたり非常に活発な噴火活動が見られていた。2016年5月頃から地殻変動観測で火口周辺の沈降と考えられる変動が見られ、同年6月には火山ガスの放出量の低下も確認されていたが、2017年4月20日より再び噴火活動が活発化し、2020年時点で噴気や周辺海域の変色が続いている。溶岩流の海への流入による陸域拡大と同時に、波浪による侵食も受け、面積は頻繁に変動している（2020年8月14日時点の島の面積は約4.1平方キロメートル）。

## 地理

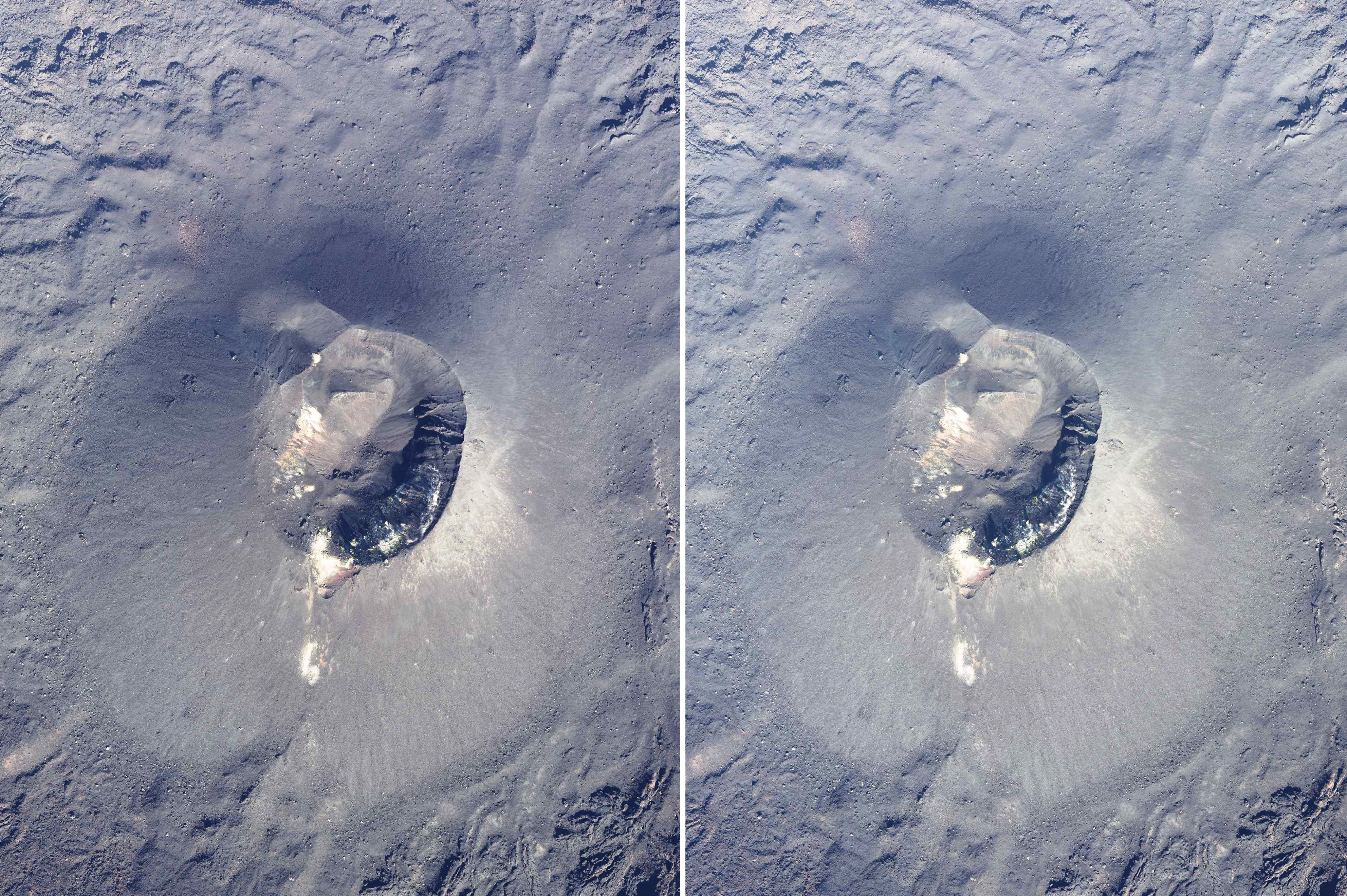
2018年1月17日時点での火砕丘のステレオ写真
写真上方が北。

西之島は東京の南約1,000キロメートル、父島の西約130キロメートルの太平洋上に位置する。火山列島（硫黄列島）および七島・硫黄島海嶺に属しており、付近では海底火山活動が活発である。
西之島の本体は海底比高4,000メートル、直径30キロメートルの大火山体で、山頂部がわずかに海面上に露出して陸地を形成している。2013年の噴火前までは西之島の東南海面下に旧火口があったが、2013年に旧火口の西方海面下に出現した新たな火口から噴火したことで旧火口は埋め立てられた。その後、この新火口群のうち第7火口が火砕丘を形成し、西之島の最高地点となっている。2016年時点では、島の北方沖約1,200メートルおよび西方沖約400メートルまでは水深5メートル未満の浅瀬である。浅瀬の先は急峻な斜面となり、数千メートルの深海底に至る。
地表は安山岩および玄武岩質安山岩の溶岩流、スコリア、火山灰に覆われている。
2020年6月時点における面積は約4.1平方キロメートルで、最高標高は約200メートルで、海底からの比高は4,000メートル程度である。

## 生態系
西之島は海洋島であり、2008年時点では1973年の噴火後まだ時間が経過していなかったため植物相は貧弱で、スベリヒユ、オヒシバ、イヌビエ、グンバイヒルガオ、ハマゴウ及びツルナの6種しか確認されていなかった。これらの多くは、種子の海流散布を行う植物である。
動物では、アカオネッタイチョウやアオツラカツオドリ、オオアジサシ、オーストンウミツバメ、カツオドリ、オナガミズナギドリ、セグロアジサシなどの12種類の鳥類の生息、そのうち9種類の繁殖が確認されていた。その他にはアリやクモ、カニの生息が確認されていた。1975年には新属新種のニシノシマホウキガニが発見された（同種は他の島にも生息が確認されたが、西之島では噴火活動によりその後の生息が確認されていない）。それ以前にはアホウドリも生息していたとされる。周辺海域の海生哺乳類としては小型の鯨類（コビレゴンドウや数種のイルカ類）は噴火の前後に確認されている。
2008年8月1日に国指定西之島鳥獣保護区（集団繁殖地）に指定されている（面積 29ヘクタール）。島全域が特別保護地区である。島に人は居住しておらず、調査のための上陸時には種子を含む外来生物を持ち込まないため海に潜って身体を洗い流すルールとなっている。
2013年11月以降の継続的な噴火活動で流れ出した溶岩により、1973年の噴火以降に形成された島の全域が覆われ、2015年時点で植物の存在が確認できない状況となった。その後は飛来する海鳥などによって種子が運ばれた植物や昆虫などが定着。海鳥の排泄物および腐敗・分解された死骸から表土が再生しつつある。動物については2015年合同調査で、1ヘクタール程の僅かに残る旧島部分でアオツラカツオドリの繁殖が行われている事が確認された（それまでの10年間で唯一子育てが確認されていた）。
環境省が2016年10月25日に発表した同月20日の上陸調査結果などによると、鳥類ではアオツラカツオドリが定着していると見られるほか、カツオドリや渡り鳥のアトリ、ハクセキレイ、昆虫はトンボやハサミムシ、ガの幼虫、植物はオヒシバやイヌビエなど3種類が確認された。
2019年9月3日から9月5日にかけての環境省による上陸調査では、鳥類5種の繁殖と、節足動物（トビカツオブシムシを含む昆虫やダニなど）33種、カニ2種、貝類4種の生息が確認された。アオツラカツオドリは60羽以上おり、尖閣列島を超える日本国内最大の集団となっている。なお、噴火後の西之島において、ワモンゴキブリが大量に発見されている。ワモンゴキブリは噴火前に漁業者の船などから島に流入し、噴火後に生き残った個体が増加したものと考えられている。環境省は島全体の生態系への影響を懸念しており、ワモンゴキブリが繁殖した原因を分析するとともに、駆除するなどの対応を検討している。カツオドリの生息数は約1,400羽と噴火前とほぼ同水準に回復。オナガミズナギの成鳥は夜間だと400羽以上に達し、雛や卵も見つかった。噴火後の西之島は、人間の干渉を極力排して生態系が回復・形成される過程を観察する場とされている（「噴火後初の上陸調査」で後述）。
2019年9月上陸調査の参加者は、魚を捕食する海鳥と、海鳥の死骸や食べ残し、他の節足動物などを餌にできる動物が定着し、植物性の餌に依存していたトノサマバッタやオオシワアリが姿を消したと分析している。
2021年7月7日から16日にかけて環境省が無人航空機と海中ロボットによる調査を実施した。陸上では海鳥5種（カツオドリやアジサシなど）が繁殖しており、周辺の海底ではヒドロ虫や、新種の可能性がある1種を含むコケムシなど80種以上の生物が確認された。

## 海底火山の活動による地形の変化
西之島（旧島）は4,000メートル級の山体を持つ海底火山の火口縁がわずかに海面上に現れた部分にあたる。1972年以前は、西之島は面積0.07平方キロメートル、南北650メートル、東西200メートルの細長い島だった。この海底火山は噴火の記録はなかったが、1973年に「有史以来初めて」（気象庁による表現。人類の観測史上においてはの意）噴火し、大量の溶岩流や火山噴出物が海面上まで堆積して西之島付近に新しい陸地を形成した。この陸地は「西之島新島」と命名され、当時は「新島ブーム」とマスコミに報道されるなど大きな話題を呼んだ。西之島の東南側の火山体の火口は、1911年の測量では深さ107メートルあったが、この噴火により50メートル未満まで浅くなった。
1年に及ぶ噴火が終息すると、新島は南側からの波で強い侵食を受け、最初の数年は年間60 - 80メートルの速さで海岸が後退した。新島は波で削られて失われ、火口や標高52メートルの丘も消失したが、削られた土砂が波で運ばれて湾内に堆積した。堆積の速さが侵食を上回ったため、侵食されながらも面積が増加した。1982年には湾の一部が海から切り離されて湖になり、1980年代を通して堆積を続け、1990年頃には湾口は無くなり完全に一体化。旧島北端を頂点とした、釣り鐘のような四角形状の島になった。形状が安定すると面積は減少に転じ、1999年時点での新島部分の面積は0.25平方キロメートル、最高標高は15.2メートルである。旧島部分を含めた西之島全体の面積は0.29平方キロメートル、最高標高は25メートルであった。2003年時点で島の大きさは、東西約760メートル、南北約600メートル程で、安山岩を主体としていた。
島の付近では数年おきに海水の変色や蒸気の吹き上げが観測されていたが、2013年には旧火口の西方に出来た火口が噴火し、40年ぶりに新しい陸地を形成した。1973年と2013年のどちらも、当初は西之島から海面を隔てた「別の島」であったが、溶岩の噴出や堆積が進んで西之島と一体化している。2013年の噴火は1973年の噴火と比較して溶岩流出量が非常に多く、1973年の噴火による堆積で水深10メートル未満の浅瀬が広がっていたことにより、島の急激な成長に繋がった。一連の活動は2020年時点でなおも継続しており、陸地の規模は変化するとみられる。西之島から噴出しているマグマについて、伊豆諸島の島である三宅島、八丈島、青ヶ島、鳥島などは玄武岩マグマを噴出するが、西之島では大陸地殻に似た安山岩マグマを噴出しているため、大陸形成過程の謎を解明する手がかりになるのではと研究者が注目している。

### 1973年5月から1974年5月にかけての噴火に伴う経過

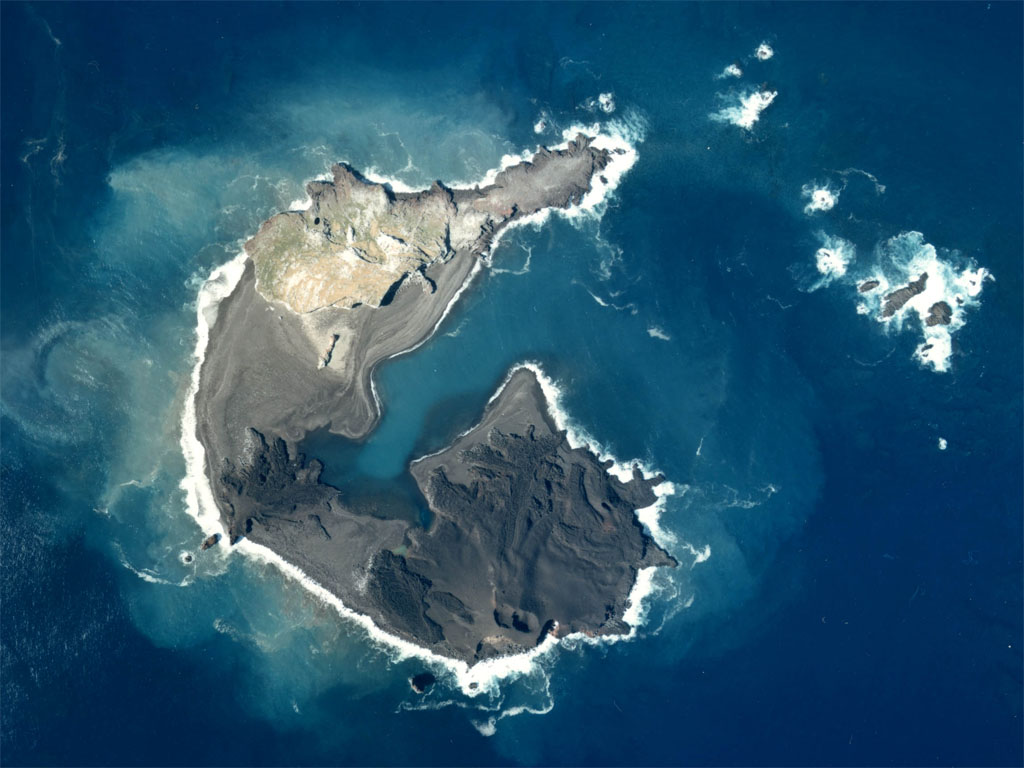
空中写真（1978年当時）
写真上方が西北。湾を挟んで上の部分が旧島、下の部分が1973年の噴火により形成された新島。後に湾になっている部分が堆積作用により土砂で埋まり、2013年の噴火直前は台形状の海岸線になっていた。

1973年（昭和48年）5月30日、西之島の東南方600メートルで海底火山の噴火があり、9月11日に新しい島が出現した。12月21日には海上保安庁により「西之島新島」と命名された。この時点で新島の大きさは、東西550メートル、南北200 - 400メートル、面積0.121平方キロメートル、標高52メートルに達していた。その後も火孔の増加、噴石の堆積やマグマの流出により新島は成長を続け、翌年には西之島と陸続きとなり、北側が開いた「コ」の字形（馬蹄型）の地形の内側に湾を持つ島となった。
1973年（昭和48年）
- 4月12日 - 変色水が確認される。
- 5月30日 - 西之島の東南方600メートルで海底火山の噴火による白煙を観測。
- 6月27日 - 噴煙、噴石、水柱を観測。
- 9月11日 - 直径30 - 50メートルの新島を発見。
- 9月14日 - 西之島南端から東南東に600メートル地点に、直径120 - 150メートルの新島を確認。中央に直径約70メートルの円形噴火口、高さ北側で約40メートル、南側で約20メートル。
- 9月29日 - 新島主火口より溶岩流出。その西約40メートルに第2新島を発見。
- 10月9日 - 第2新島の西に3つ目の新島が確認される。
- 10月10日 - 第1 - 3新島が陸続きになる。
- 10月30日 - 第3新島のみを残し2つが消滅した。
- 11月20日 - 火口が東に約400メートル移動して噴火が続く。
- 12月21日 - 海上保安庁により「西之島新島」と命名される。

1974年（昭和49年）
- 3月2日 - 新島の東北方に第3、第4、第5火口ができ、第5火口によって新々島が形成され孫島とも呼ばれる。
- 3月14日 - 新々島が新島とつながった事を確認。東京水産大学等の調査隊が上陸、3月には東海大学の調査隊、東京大学、東京工業大学の調査隊がそれぞれ調査を行った。
- 5月 - 火山活動が終息する。火山活動終息時の溶岩堆積量は2400万立方メートル(=0.024立方キロメートル)。
- 6月10日 - 漂砂などにより新島と旧島が接続した事を確認。馬蹄形の形状となる。

### 2013年11月から2015年11月にかけての噴火に伴う経過
2013年（平成25年）
- 11月20日 - 西之島の南南東500メートルで噴火が発生し、新たな陸地が出現した。10時20分頃、海上自衛隊が西之島付近で噴煙を確認。16時17分、海上保安庁航空機が西之島南南東の500メートル付近に、直径200メートル程度の噴石の島が出現したことを確認した。
- 11月21日 - 菅義偉官房長官は新島の命名について「後に消滅したという例もあったようなので、今後の活動をしばらく注視していきたい」と述べた。
- 11月22日 - 海上保安庁、島に2つの火口を確認。
- 12月26日 - 9時23分、溶岩流が西之島の南岸に到達し、2か所で接続して一体化したことを海上保安庁の航空機「みずなぎ」が確認。12月24日に入り江だった部分が池になる。この時撮影された島の形状が、アングルによってはスヌーピーに似ていると話題になる。

2014年（平成26年）
- 2月4日 - 西之島全体の面積が今回の噴火以前の3倍となる。入り江が池になっていた部分が完全に埋まり、島の形は紡錘形になった。
- 3月22日 - 国土地理院が無人航空機で観測を実施。海面上の部分では1日あたり10万立方メートルの溶岩が噴出しているとみられる。
- 3月24日 - 既知の南北2つの火口に加え、北側火口の西側に新たな火口が生じたことを海上保安庁の航空機「みずなぎ」が確認。
- 東京大学地震研究所の分析により、噴火開始から4月上旬までに噴出したマグマの総量が1973年の噴火の規模を上回っていることが確認された。
- 6月13日 - 北側火口の東約150メートル付近に新たに4つ目の火口を確認。
- 6月27日 - 「だいち2号」が撮影した最初の画像のひとつとして、西之島の高分解能モード画像が公開された。
- 7月4日 - 国土地理院が無人機での観測を実施。溶岩流出速度は1日あたり10万立方メートルと依然として活発。
- 7月23日 - 島の面積が噴火前の6倍になる。噴煙の高さは前月以前の数倍の規模に拡大した。
- 10月16日 - 島北側の水深10メートル以下の浅い海に溶岩が流れ出して溶岩原が形成され、なおも陸地は拡大しているが、波浪による浸食が複数箇所で確認された。
- 12月4日 - 同日撮影の空中写真で、噴火活動および陸地の拡大が依然として続いていることを国土地理院が確認した。
- 12月10日 - 旧島部分が溶岩でほぼ完全に覆われつつある様子を国土地理院が確認した。

2015年（平成27年）
- 5月20日 - 西之島南西沖約10キロメートルにおいて、薄い黄緑色の変色水域が確認された。
- 6月18日 - 変色水域が5月20日と比較して南東方向に拡大するとともに、北北東斜面溶岩流出口から多量の二酸化硫黄を含む火山ガスの放出量増加が確認された。
- 7月6日 - 6時30分頃、頂上部火口からの噴煙がなくなり、10時50分頃には北東側斜面新火口からの噴火が確認された。
- 10月20日 - 海上保安庁の「昭洋」による観測によると、海面下体積は0.74億立方メートル、陸上部体積0.85億立方メートル、総体積は1.6億立方メートル。総重量は約4億トン。この時点での噴出物の量は1973年の噴火の9倍であり、1990年から1995年までの雲仙普賢岳の噴火に次いで第二次世界大戦後2番目の多さである。

2016年（平成28年）
- 2月17日 - 周辺海域における航行警報が、4キロメートルから0.9海里（1.6668キロメートル）に変更された。

2017年（平成29年）
- 2月14日 - 気象庁が火口周辺警報を解除。
- 6月21日 - 2016年12月20日時点の情報を元にした西之島の地図および海図が完成し、6月30日から提供を開始することが発表された。面積は東京ドーム約58個分となり、日本の管轄海域（領海と排他的経済水域を合わせた範囲）は約50平方キロメートル拡大。ただし、この時点で新たな噴火活動による海岸線の変化が始まっており、噴火活動が落ち着き次第作り直すとされた。

### 2017年4月から8月にかけての噴火に伴う経過
2017年（平成29年）4月20日に再噴火が確認され、2014年から2015年にかけての最盛期並みの規模に活発化したのち、同年8月に沈静化した。休止した噴火が短期間で再噴火する例は珍しく、2013年からの一連の活動だと推測する専門家もいる。
2017年（平成29年）
- 4月20日 - 海上保安庁の航空機が噴火を確認。気象庁が入山危険を発令。
- 5月2日 - 海上保安庁の観測によれば、海岸線は西側に約170メートルと南西側に約180メートル拡大し、東京ドーム約59個分に達した。その後、国土地理院による5月9日の人工衛星（ランドサット8号）画像の解析でも拡大が確認された。
- 6月29日 - 海上保安庁の観測によれば、2016年の測量時と比べて西側と南西側はそれぞれ約330メートルと約310メートル拡大。5月2日時点からの拡大幅はそれぞれ約160メートルと約130メートルで、島の面積は東京ドーム約62個分となる。
- 8月24日 - 海上保安庁の観測によれば、流出していた溶岩の先端の高温部が確認されなくなり、溶岩流の海への流出は止まったものと考えられる。2016年の測量時からの拡大幅は西側約380メートル、南西側約310メートルで、島の総面積は約3.0平方キロメートルに達した。

2018年（平成30年）
- 6月20日 - 2017年8月以降噴火が確認されていないことから、気象庁の火山噴火予知連絡会は警戒区域を500メートルに縮小し、海上警報の解除を発表した。面積は2.96平方キロメートル。
- 7月4日 - 海上保安庁が航空機によるレーザー測量を開始。
- 10月5日 - 海上保安庁は火山活動で面積が拡大していることにより、2016年10月頃と比べて領海が約4平方キロメートル、排他的経済水域 (EEZ) が約46平方キロメートル拡大する見込みだと発表した。

### 2018年7月の噴火に伴う経過
2018年（平成30年）

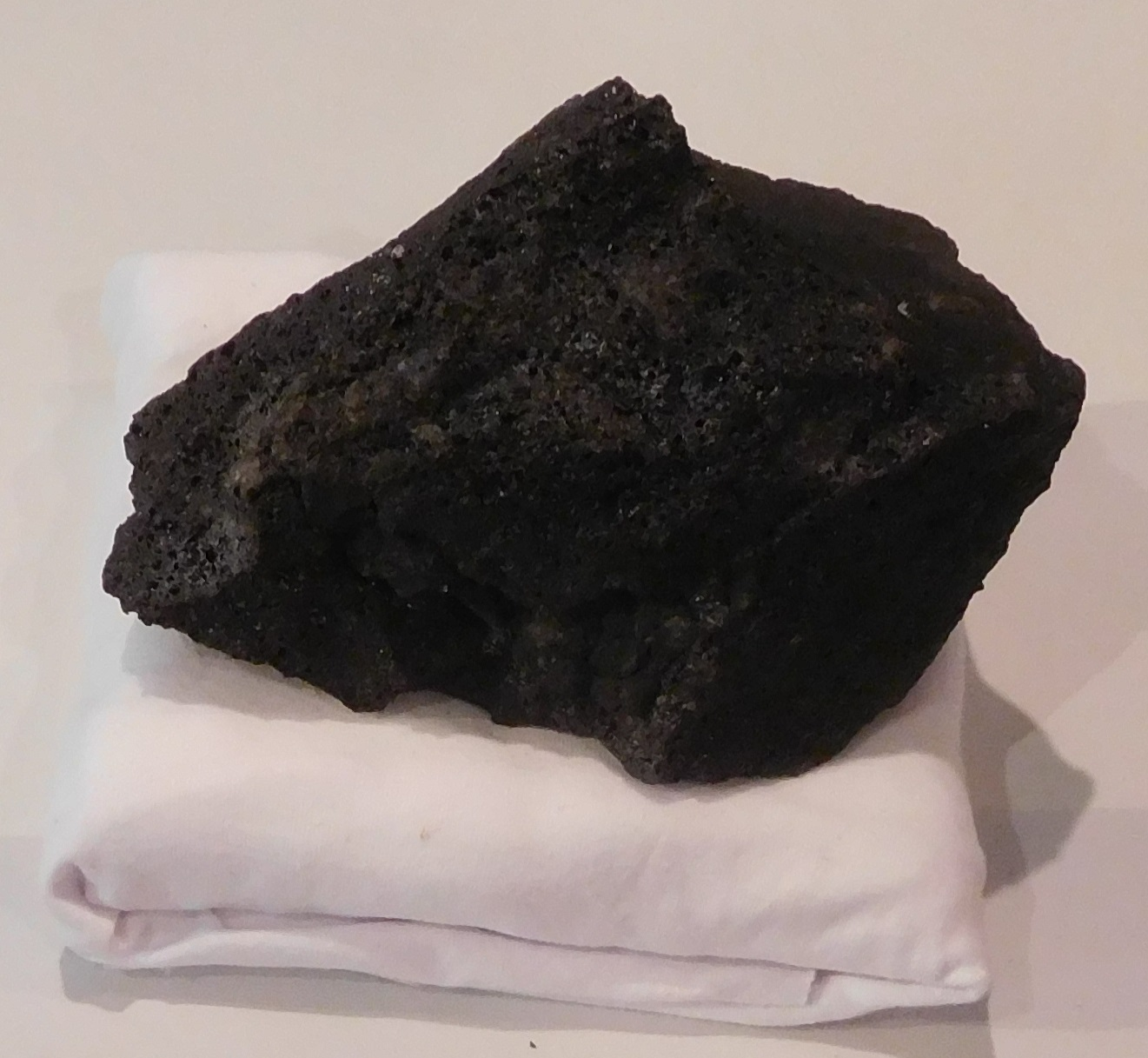
西之島の石（地図と測量の科学館展示品）

- 7月12日 - 海上保安庁の12時24分の観測で火口付近からの噴煙を確認、さらに翌13日の観測で溶岩の流出と、気象衛星ひまわりの観測で島付近の高温領域を確認したため、気象庁が火口周辺警報（入山規制）を発表した。
- 7月30日 - 海上保安庁の航空機の観測によれば、溶岩流が700メートル（海岸まで100メートル）ほど流れたところで噴火は一旦収まっていた。しかし、周辺海域の変色が確認され、近いうちに噴火が再開される可能性が高いと予想された。

2019年（平成31年 / 令和元年）
- 5月22日 - 2018年12月時点での測量結果を国土地理院と海上保安庁が発表した。領海が約4平方キロメートル、EEZが約46平方キロメートル拡大することが確定し、5月31日から発行される地形図と海図に適用された。
- 9月13日-2019年9月13日付の『東京都公報』16936号に東京都告示第四百五十四号「新たに生じた土地の確認」の告示が出される。

### 2019年12月から2020年8月にかけての噴火に伴う経過
2019年（令和元年）
- 12月5日 - 気象衛星の観測により、西之島で温度の上昇が確認される。噴火の可能性があるとして気象庁が火口周辺警報を発表。警戒すべき範囲を約500メートルから約1.5キロメートルに引き上げた。
- 12月6日 - 海上保安庁が前年7月以来の噴火を確認し、この時点で溶岩が海岸から約200メートルの地点まで到達していたと発表。
- 12月7日 - 航空機による調査で溶岩が海に達したことが確認された。
- 12月15日 - 海上保安庁の上空からの観測により、新たに北側に出現した火口からの溶岩も北西側の海岸に到達していることが確認された。気象庁が火口周辺警報と海上警報を発表し、警戒が必要な範囲を山頂火口から約2.5キロメートルに引き上げた。

2020年（令和2年）
- 1月17日 - 海上保安庁の観測で、北東側の海岸に溶岩が流出していることが確認された。2月4日の観測でもさらに活動が高まっており、島の北側の拡大が予想された。
- 3月9日 - 海上保安庁による航空機からの観測で、山頂火口の南西側の中腹からも新たな溶岩流が確認された。衛星画像では2月末頃からその兆候が見られており、それが裏付けられた形である。またガスの放出量が増え、島の北側への拡大も依然として継続。
- 6月15日 - この間も断続的な噴火が続き、6月12日から噴煙を高く上げる噴火が目立つようになる。特に6月14日と15日には噴煙がこれまでで最大の2,600メートルに達したと推定され、この日の午後0時53分に気象庁が父島周辺に降灰予報を発表した。ただし、このとき該当地域での降灰は観測されなかった。また、同日の海上保安庁の上空からの観測によれば、中高火砕丘の北東側中腹からの溶岩が海に達していた。
- 6月29日 - 海上保安庁の航空機による観察では、新たに南西方向の海岸に溶岩が流出していることが確認された。これに先立ち26日には上空4,400メートルまで立ち上る噴煙も確認されており、依然として島は拡大を継続していると見られる。この日の観測によりわずかに残っていた旧島の台地部分も火口からの噴出物により埋め立てられていたことが判明した。
- 7月3日 - 気象庁は気象衛星ひまわり8号での観測の結果、火山活動が活発化した2013年以降で最も高い「噴煙が4700メートルまで噴出している」ことを確認したと発表した。火口周辺警報（入山危険）を継続し、山頂火口から2.5キロメートル圏で飛散する大きな噴石、溶岩流に警戒を呼び掛け、付近を航行する船舶に注意を呼び掛けている。また、だいち2号による干渉合成開口レーダー (InSAR) 画像で、6月19日から7月3日までの14日間で火砕丘の直径が1.5倍に拡大し、南斜面の地形変化・島北部から東部にかけて噴出物による干渉性の低下が見られた。
- 7月4日 - 前日に更新した最高記録をさらに上回る8,300メートルの噴煙が確認されたことを気象庁が発表。海洋気象観測船凌風丸を派遣して現地の海域で観測した結果、7月11日には山頂火口から大量の火山灰を連続噴出、夜間には溶岩が火口縁上約200メートルまで噴出する活動を確認した。一方で、7月中旬には地表面の高温はほぼ確認されなくなった。
- 7月30日 - これまではおおむね溶岩流に覆われていたが、島全体が火山灰に覆われていることが朝日新聞によって確認された。
- 8月2日ごろ - 西日本の空が曇りはじめる。西之島の噴煙によるPM2.5の影響とみられ、特に沖縄では8月5日には注意喚起レベルとなった。
- 8月4日 - 韓国気象庁は西之島の噴煙の一部が朝鮮半島南海岸に達し、PM2.5の数値が上昇していることを発表した。
- 8月19日 - 海上保安庁の上空からの観測では、これまでのような大量の火山灰を放出する噴火は確認されなかった。
- 10月5日 - 海上保安庁の上空からの観測で噴火は確認されず、噴煙だけが観測された。10月28日の観測でも噴火は確認されず、気象庁は噴火がほぼ停止しているという見方を示した。
- 12月18日 - 8月下旬以降噴火が確認されず火山活動が低下しているとして、気象庁は警戒範囲を約2.5kmから約1.5kmに縮小した。ただし警戒は引き続き必要としている。

2021年（令和3年)
- 1月4日 - 山頂の火口から噴煙が上がり、島の南側から600mまで黄色い変色水が確認された。茶色や黄色の変色水は火山活動が激しい証拠で海中噴火していると考えられる。
- 1月27日 - 噴煙は上がり続け、島の西側に多く黄色い変色水が観測され、全体的に広がっていた。
- 3月6日 - 噴煙は激しくなり、島の西側に黄色い変色水が観測された。
- 3月7日 - 噴煙は急激に弱まるが、依然として島の西側に黄色い変色水が観測された。
- 4月8日 - 噴煙は完全に収まる。なお島の西側から南側にかけて黄色い変色水が観測された。

### 2021年8月の噴火に伴う経過
- 8月14日 - 午前6時ごろに人工衛星によって2020年8月下旬以来となる噴煙が確認される。噴煙の高さは約1900m。
- 8月15日 - 海上保安庁が航空機による観測を行ったが、噴火は確認できなかった。

### 2022年10月の噴火に伴う経過
- 10月1日 - 約1年ぶりに噴煙を確認。今回は継続して噴火が確認され、2021年の噴火を上回る高さ約3500mまで達する日もあった。ただし10月11日時点で溶岩の流れは確認されていない。

### 2023年1月の噴火
- 1月25日 - 海上保安庁により噴煙と変色水が確認された。　　

### 2023年10月の噴火
- 10月4日 - 小規模な噴火を確認。

## 形状の推移
西之島の形状変化を時系列順に示す。左上に「※」が付いているものは、新しい陸地（新島）部分の単体の数値。
| 事象発生日                         | 事象の詳細 | 面積 (km2)   | 最高点標高 (m) | 長さ/東西 (m) | 幅/南北 (m) | 溶岩堆積量 (m3) | 観測者                                        |
| ---------------------------------- | --- | ------------ | -------------- | ------------- | ----------- | --------------- | --------------------------------------------- |
| 1973年以前                         | | 0.07         | 平坦           | 650           | 200         | -               | 国土地理院                                    |
| 1973年9月11日                      | 噴火により、島の東南東沖600メートルに新しい島を確認。                                                                               | -            | ※1-5           | ※30-50        | ※30-50      | -               | 海上保安庁                                    |
| 1973年9月14日                      | 新島中央に直径70メートルの噴火口を確認。                                                                                            | -            | ※40            | ※120-150      | ※120-150    | -               | 海上保安庁                                    |
| 1973年12月21日                     | 海上保安庁が「西之島新島」と命名。                                                                                                  | ※0.121       | ※52            | 550           | 200-400     | -               | 海上保安庁                                    |
| 1974年8月3日                       | 新島が西之島と一体化した後、航空測量を実施。                                                                                        | 0.316 ※0.238 | -              | -             | -           | -               | 海上保安庁                                    |
| 1999年                             | 波による侵食で島は徐々に縮小していた。                                                                                              | 0.29 ※0.25   | 25 ※15.2       | -             | -           | -               | 気象庁                                        |
| 2003年                             | 海上保安庁水路部測量。 | 0.29         | 25             | 760           | 600         | -               | 海上保安庁水路部                              |
| 2013年11月20日                     | 噴煙を確認。6時間後、島の南南東沖500メートルに新しい島を確認。                                                                      | -            | -              | ※200          | ※110        | -               | 海上保安庁パスコ                              |
| 2013年11月26日                     | | -            | -              | ※200          | ※170-180    | -               | 海上保安庁                                    |
| 2013年12月4日                      | 新島の面積が初日より3.7倍に拡大。                                                                                                   | ※0.056       | ※27            | ※300          | ※260        | 30万            | 国土地理院海上保安庁                          |
| 2013年12月13日 - 17日              | 新島の面積が初日より5倍に拡大。 | ※0.08        | ※39            | ※400          | ※300        | 80万            | 国土地理院海上保安庁                          |
| 2013年12月24日 - 26日              | 新島は西之島の8割の面積に。溶岩流が西之島に到達し、26日に一体化。                                                                   | 0.39 ※0.15   | -              | ※450          | ※500        | -               | 海上保安庁                                    |
| 2014年2月11日 - 16日               | 新陸地の面積10倍に。接合部の池が埋まり、西之島全体が紡錘形になった。                                                                | 0.72 ※0.45   | 66             | 900           | 750         | 790万           | 国土地理院海上保安庁                          |
| 2014年3月22日 - 24日               | 北火口の西側に新たな火口を確認。新陸地の面積は11月当初の70倍に。                                                                    | ※0.7         | 71             | 1,150         | 850         | 1130万          | 国土地理院 (3月22日)海上保安庁 (3月24日)      |
| 2014年4月14日 - 15日               | 1973年の噴火の溶岩堆積量より多くなった。                                                                                            | ※0.75        | -              | 1,150         | 950         | 2500万          | 国土地理院海上保安庁                          |
| 2014年5月17日 - 23日               | 新陸地の面積は11月当初の86倍に。 | ※0.86        | -              | 1,300         | 1,050       | -               | 国土地理院海上保安庁                          |
| 2014年7月4日 - 23日                | 島全体の面積は11月以前の6倍に。海面に出ている溶岩量は東京ドーム18杯分。                                                             | 1.3 ※1.08    | 74             | 1,580         | 1,380       | 2220万          | 国土地理院 (7月4日)海上保安庁 (7月23日)       |
| 2014年8月21日 - 27日               | | 1.39 ※1.21   | -              | 1,550         | 1,350       | -               | 国土地理院 (8月21日)海上保安庁 (8月26日-27日) |
| 2014年9月6日 - 17日                | 新陸地部分の面積は東京ドームの32倍。                                                                                                | 1.56 ※1.49   | -              | 1,570         | 1,440       | -               | 国土地理院 (9月6日)海上保安庁 (9月17日)       |
| 2014年10月8日 - 16日               | 新陸地部分の面積は東京ドームの40倍。溶岩が北側に流出したことにより溶岩原が形成されつつある。                                        | 1.89 ※1.85   | -              | 1,550         | 1,700       | -               | 国土地理院 (10月8日)海上保安庁 (10月16日)     |
| 2014年11月20日                     | 噴火確認から1年経過。西之島の面積は10倍に。                                                                                         | 2.20         | -              | 1,700         | 1,800       | -               | 内閣情報調査室                                |
| 2014年12月4日 2014年12月10日10時頃 | 無人航空機による空中写真測量。旧島部分が溶岩でほぼ完全に覆われつつある。                                                            | 2.27 2.29    | 110            | -             | -           | 4970万          | 国土地理院                                    |
| 2014年12月10日12時頃               | 「だいち2号」搭載のLバンド合成開口レーダーデータによる解析。                                                                        | 2.28 ※2.24   | -              | 1,760         | 1,820       | -               | 火山噴火予知連絡会衛星解析グループ            |
| 2014年12月25日                     | | 2.30 ※2.29   | -              | 1,710         | 1,830       | -               | 海上保安庁                                    |
| 2015年2月23日                      | | 2.46         | -              | 1,950         | 1,800       | -               | 海上保安庁                                    |
| 2015年3月1日                       | 無人航空機による空中写真測量。山頂から東側に大量の溶岩が流出。                                                                      | 2.55         | 137            | -             | -           | 6446万          | 国土地理院                                    |
| 2015年5月20日                      | | 2.58         | -              | 2,000         | 1,900       | -               | 海上保安庁                                    |
| 2015年6月18日                      | | 2.71 ※2.70   | -              | 2,000         | 2,100       | -               | 海上保安庁                                    |
| 2015年7月28日                      | 無人航空機による空中写真測量。南東方に流下した溶岩の量が最も多く、南東方向に島が拡大。                                              | 2.74         | 150            | -             | -           | 8511万          | 国土地理院                                    |
| 2015年8月19日                      | | 2.72 ※2.71   | -              | 2,000         | 2,000       | -               | 海上保安庁                                    |
| 2015年9月16日                      | | 2.67         | -              | 1,950         | 1,950       | -               | 海上保安庁                                    |
| 2015年11月17日                     | | 2.63         | -              | 1,900         | 1,950       | -               | 海上保安庁                                    |
| 2015年12月9日                      | 測量用航空機による空中写真測量。面積及び最高標高は前回観測（7月28日）から減少したが、噴出した溶岩等の海面上の体積は増加。           | 2.71         | 142            | -             | -           | 8801万          | 国土地理院                                    |
| 2016年1月19日                      | 2015年11月17日の観測以降新たな噴火は確認されていない。                                                                              | 2.63         | -              | 1,900         | 1,990       | -               | 海上保安庁                                    |
| 2016年3月3日 - 5日                 | 無人航空機による空中写真測量。前回観測（12月9日）から最高標高は変化無く、面積は微増したが、噴出した溶岩等の海面上の体積は若干減少。 | 2.73 2.64    | 142            | 1,940         | 1,930       | 8721万          | 国土地理院 (3月3日)海上保安庁(3月5日)         |
| 2016年7月25日                      | 無人航空機による空中写真測量。前回観測（3月3日）から最高標高は変化無く、面積及び噴出した溶岩等の海面上の体積は若干増加。            | 2.75         | 142            | -             | -           | 8722万          | 国土地理院                                    |

## 調査

### 2014年
2014年6月3日、フジテレビの番組『Mr.サンデー』のクルーが、父島の漁船をチャーターして、噴火後初めて海上から西之島に向かった。島から約50メートルまで接近して、火山活動の撮影に成功し、同月、同番組で放送した。フジテレビは海上保安庁との事前の交渉がうまく行っていないまま取材を強行したため、フジテレビの島接近当日、気象庁は「火口周辺警報（火口周辺危険）」から「火口周辺警報（入山危険）」に引上げ、島への接近を事実上禁止した。

### 2015年合同調査
3隻からなる合同調査団が西之島に接近し、2013年噴火以降初めての本格調査が行われた。調査の様子は『NHKスペシャル』で放送された。気象庁の火口周辺警報によって島の周囲4キロメートル以内には人が近づくことができないため、調査には無人のヘリコプターや潜水艇などが使用された。放送された内容は以下の通り。
- 軽い安山岩でできている島であり、他の太平洋上の島嶼とは組成が異なることから、大陸生成過程の再現が起きている可能性がある。
- 人類史上初めて大きな島（面積2平方キロメートル、噴出量3億トン、標高140メートル）の生成が観測されたと放送した。
  - この点について、火山学者の小山真人（静岡大学）は「紀元前から数度続いたサントリーニ島のカルデラ内での噴火において成長したカメニ島（パレア・カメニ島とネア・カメニ島）も似たような大きさであり、人類史上初は大げさな表現である」とTwitterで指摘した[114]。
  - 1963年からの噴火によって形成されたアイスランドのスルツェイ島も面積2.8平方キロメートル、標高173メートルで、2015年当時は西之島を凌いでいた。
- 溶岩流は2層にわたっており、高度はその後も増している。
- 島の周辺海域にはカグラザメ、サンゴが見られた。
- 本来の西之島部分は新火山に呑み込まれて植生が消失しているが、アオツラカツオドリの若い個体が9羽観測された。親鳥を含めると30羽を超える集団が生息していると推測される。

### 噴火後初の上陸調査
2015年11月以降、噴火や溶岩の流出は確認されず、2016年8月17日に気象庁が警戒範囲を火口から半径1.5キロメートルから500メートルへ縮小したため、上陸調査が可能となった。噴火後初の上陸調査は、海洋研究開発機構の「新青丸」を使用して行われ、同年10月20日、東京大学地震研究所や森林総合研究所などの研究者グループが島に上陸した。植物の種子を含む外部からの生物の持ち込みを極力防ぐため、環境省が2016年6月に策定した『西之島の保全のための上陸ルール』に従い、調査で使用する靴、衣類、バッグなどは新品を使用し、機材準備はクリーンルームで実施。上陸時は搭載艇で海岸から約30メートルまで接近した後、荷物ごと海に入って付着物を洗い流し、泳いで上陸するウェットランディングを行う対策が取られた。上陸調査では、噴火の状況を調査するための岩石採取、地震計、空振計の設置、植生の調査、飛来する鳥類を把握するための音声録音装置の設置などを行った。

### 2016年秋の周辺海域調査と海図及び地形図の更新
海上保安庁と国土地理院は2016年10月22日から11月10日にかけて、測量船「昭洋」と航空機「みずなぎ2号」(DHC-8-315 , JA725A (MA-725))により島への上陸と周辺海域の水深測定などを伴う調査を実施した。国土地理院は、上陸により旧島部分に一等三角点1カ所と新島部分に三等三角点を1カ所設置している。これらに基づき2017年6月30日、海上保安庁が海図を、国土地理院が地形図を更新する予定である。

### 2019年9月13日「東京都告示第四百五十四号新たに生じた土地の確認」（小笠原村）
東京都行政部市町村課は2019年（令和元年）9月13日の『東京都公報』定刊16936号に「新たな土地の発生の確認」の告示をだした。

## 歴史
西之島に井戸水はない上に農耕にも適さないため、遭難船の漂着者を除いて人が居住していた記録はない。ただし、西之島では産出しない半深成岩でできた、お面のようにも見える長さ23センチメートルの石が東海大学の調査隊によって採取されている。
- 約1000万年前 - 火山活動により島が誕生。
- 1543年（天文12年） - スペインの帆船サン・フアン号の航海日誌に、火山列島発見後に北東に向け航行中「噴火する岩」を見たという記述があり、彼らの測量が正しければ西之島が記録に登場する初出となる。
- 1702年（元禄15年） - スペインの帆船ヌエストラ・セニョーラ・デル・ロサリオ号 (Nuestra-Señola del Rosario) が発見し、「ロサリオ島 (Isla de Rosario)」と命名。
- 1801年（寛政13年） - イギリスの軍艦ノーチラス号によって「ディスアポイントメント（失望）島」と命名。
- 1854年（嘉永6年） - 前年に小笠原諸島の父島に来航したペリー提督のサスケハナ号が琉球に戻る途中に測量し、「ディスアポイントメント島はロザリオ島と同一の島」と報告。
- 1875年（明治8年） - グアノを採取するため、西之島に渡る日本人がいた[127]。
- 1904年（明治37年） - 日本語で「西ノ島」と呼ばれるようになった。
- 1911年（明治44年） - 海防艦「松江」が測量を実施した（測量記録は関東大震災のため失われた）。翌年発行の海図からは「西之島」と表記。
- 1928年（昭和3年） - 父島と母島を結ぶ定期船「母島丸」が難破し、西之島に漂着。乗員乗客は海鳥の卵や草を食べて生き延び、1週間後に救助された。
- 1945年（昭和20年） - 日本が第二次世界大戦に敗北し、西之島は小笠原諸島・火山列島の島々とともにアメリカ軍の支配下に置かれる。
- 1946年（昭和21年）1月26日 - 連合国軍最高司令官総司令部がSCAPIN-677を指令し、日本の西之島への施政権が停止される。
- 1952年（昭和27年）4月28日 - サンフランシスコ講和条約によってアメリカ合衆国の施政権下となる。
- 1968年（昭和43年） - 小笠原返還協定により日本国に復帰し、東京都小笠原村に所属する。
- 1973年（昭和48年） - 5月30日、西之島の東方600メートルで海底火山が噴火し、同年9月11日に新しい陸地が出現した。同年12月21日には海上保安庁により西之島新島と命名された。
- 1974年（昭和49年） - 6月、新島と旧島が一体化していることを海上保安庁が確認した。
- 1975年（昭和50年） - 新属新種のニシノシマホウキガニが発見された。その後の火山活動で生息域が埋没し、島内では絶滅した（なお1993年以降、悪石島や北硫黄島などで同種が生息しているのが確認されている）[128]。
- 1982年（昭和57年） - 新島と旧島の間の湾が、土砂の堆積により湾口が閉じ、湖になる[129]。
- 1990年（平成2年） - 湾が土砂の堆積により埋め立てられて消失する。
- 2008年（平成20年）8月1日 - 国指定西之島鳥獣保護区（集団繁殖地）に指定される（面積29ヘクタール）。島全域が特別保護地区となる。
- 2013年（平成25年） - 11月20日、西之島の南南東500メートル付近で40年ぶりに噴火を確認[26][130]。新島が出現して急拡大し、12月26日には海上保安庁が西之島と一体化したことを確認した。以降噴火および陸地拡大が継続。
- 2015年（平成27年）9月16日 - 2013年11月に観測して以来初めて陸地面積が前回の調査に比べ、0.04平方キロメートル減少した[131]。
- 2019年（令和元年）12月 - 噴火再開。以降溶岩流出により島は再び拡大した。この時の噴火活動は，2013-2015年噴火を上回る勢いであり，溶岩流出率も2013年以降最大となった[132]。噴火活動は翌2020年（令和2年）8月まで続いた[133]。
- 2021年（令和3年）8月14日 - 1年ぶりの噴火を確認[134]。
- 2022年（令和4年）10月1日 - 噴火を確認[135]。
- 2023年（令和5年）10月4日 - 小規模な噴火を確認[97]。
- 2024年（令和6年）10月22日 - 白色の噴気を放出しており、火口内に高温の火口湖があることが認められた[136]。

## その他

### 書籍
- 西之島50年の拡大と噴火: なぜ西之島は大陸化し、巨大な湖ができるのか？ (富士地震火山研究所)（えいしゅう博士）[137]

### 記事・論文
- 西之島新島の急速な冷却-1-観測結果（江原幸雄, 湯原浩三, 小坂丈予、1977年、火山 = Bulletin of the Volcanological Society of Japan / 日本火山学会 編、8月号）[138]
- 西之島新島の急速な冷却-2-観測結果の解釈（江原幸雄, 湯原浩三, 小坂丈予、1977年、火山 = Bulletin of the Volcanological Society of Japan / 日本火山学会 編、10月号）[139]

### ドキュメンタリー
- ETV特集「激変する西之島〜太古の地球に出会う旅〜」（2021年5月1日、NHK Eテレ）[140]

### 漫画
- 西之島新島に生物がすみついた（小坂丈予・西岡りき、1976年、小学五年生4月号）[141]